# Гіакінт

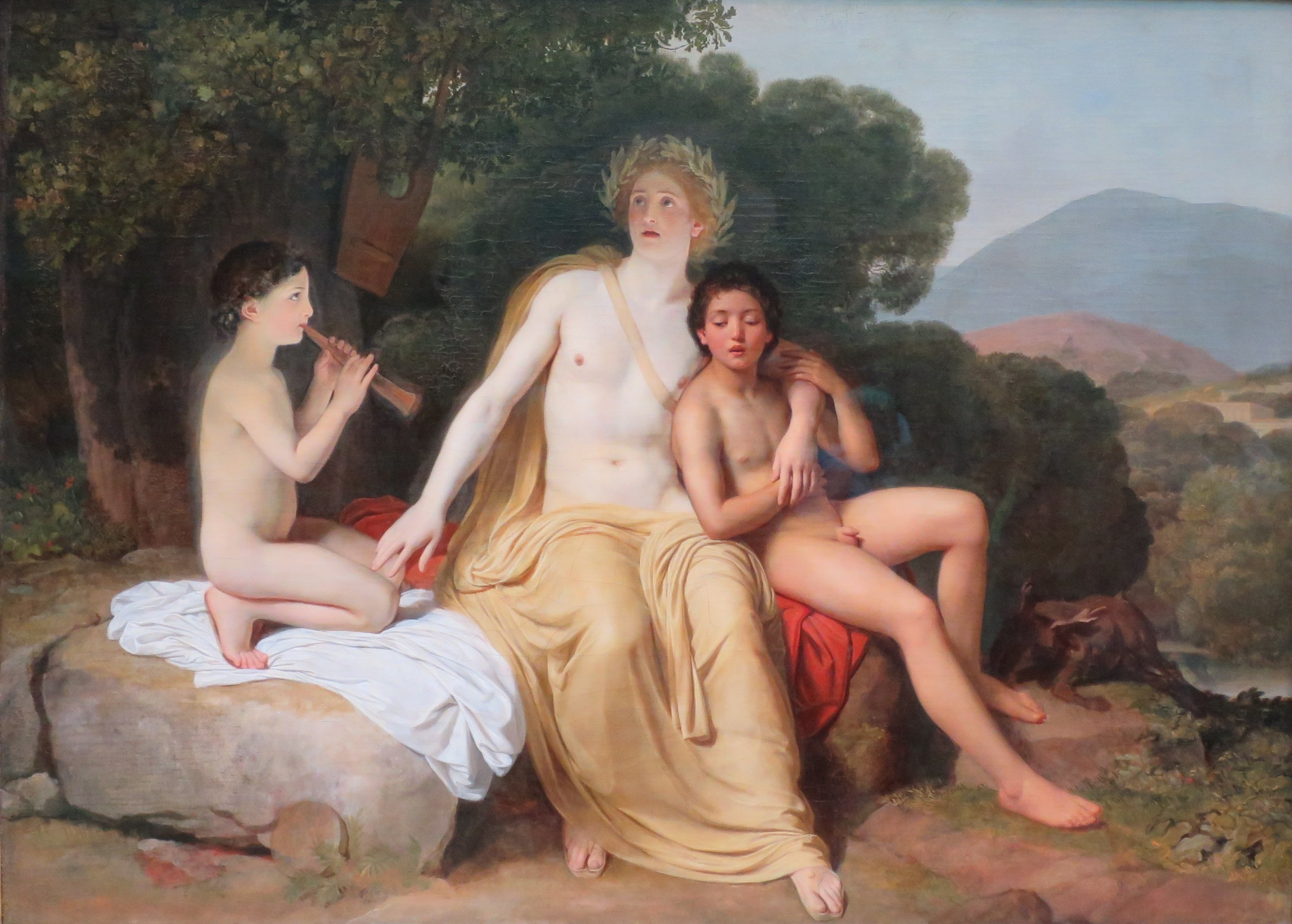
Аполлон, Гіакінт та Кипарис, Іванов О. А.

Гіакінт, також Гіацинт, Іакінф (дав.-гр. Υάκινθος) — персонаж давньогрецької міфології, догрецьке божество рослинності. Пізніше його культ був витіснений культом Аполлона.
За новішими переказами, Гіакінт — син спартанського царя Амікла, надзвичайно вродливий юнак, улюбленець Аполлона й Зефіра (або Борея). Одного разу, коли Аполлон навчав Гіакінта кидати диск, Зефір із ревнощів спрямував диск у голову юнака і вбив його. З тіла юнака (або з крові) Аполлон виростив квітку гіацинт. Оповідь про Гіакінта — один з варіантів міфа про божество, що помирає й воскресає. Культ Гіакінта встановлено ще в мікенський період. Його ім'ям названо місяць Пакінтіос на Криті, Родосі, Косі, Тірі та в Спарті. В Аміклах відбувалися триденні свята — гіакінтії на честь Гіакінта й Аполлона. Тут же була гробниця Гіакінта, розташована біля підніжжя статуї Аполлона. У міфі про Гіакінта відбувається поєднання прадавнього образу з народною казкою про перетворення людей на рослини.
Також Гіакінт — спартанець, батько Анфеїди, Еглеїди, Літії, Орфеї, яких він привіз до Афін і приніс в жертву на могилі кіклопа Гереста, коли в Афінах почався мор. Їхня жертва не мала впливу, і тоді оракул наказав афінянам понести кару, яку накладе на них критський цар Мінос.